# Sant Vicent Ferrer
Vicent Ferrer (València, 23 de gener de 1350 - Gwened, Bretanya, 5 d'abril de 1419) va ser un dominic valencià que recorregué mig Europa predicant la seua moral i visió del cristianisme. D'elevada formació intel·lectual, influí marcadament a la cort del Papa Benet XIII d'Avinyó i en l'elecció de la dinastia castellana dels Trastàmara per a regnar a la Corona d'Aragó. És venerat com a sant per diverses confessions cristianes.

## Biografia
Va néixer a València, fill de Guillem Ferrer, notari originari de Palamós establert a Dénia, i de Constança Miquel, potser de Lleida, Barcelona o de Girona. Va estudiar filosofia i als dèsset anys va ingressar a l'Orde de Sant Domènec. Va continuar els estudis superiors als convents dominics de Barcelona, Lleida (1369-1372), on tingué com a mestre Tomàs Carnicer, i de Tolosa de Llenguadoc. Des del 1385, va ensenyar teologia als estudis de València.
Sobre el seu caràcter, l'investigador Joan Francesc Mira explicà que se sap per fonts sòbries que era una persona eixuta i irada.
El 1379 va conéixer el legat pontifici a la cort de Pere el Cerimoniós, el cardenal Pedro Martínez de Luna; arran d'aquest fet va convertir-se en partidari del papa d'Avinyó Climent VII, enfrontat a Urbà VI. L'any 1394, Pere de Luna va ser elegit papa pels cardenals avinyonesos amb el nom de Benet XIII, i aquest nomenà Vicent el seu confessor personal i conseller, a més de penitenciari apostòlic; Vicent, però, refusà el nomenament de cardenal, per humilitat.
El setembre del 1398, durant el setge amb què Carles VI de França, que no reconeixia el papa Benet, va sotmetre Avinyó, Vicent Ferrer va caure malalt. Una llegenda diu que va ésser guarit miraculosament per Crist i els sants Francesc i Domènec i que aquests el van enviar a predicar pel món, per fer que els pecadors es convertisquen, ja que la fi del món era propera. Guarit, demanà el permís per a deixar la cort papal i li fou concedit, amb el títol de llegat a later. Així, passà la resta de la seua vida com a predicador arreu d'Europa, sobretot als regnes hispànics. Gràcies a la seua capacitat oratòria, el to apocalíptic dels sermons i la seua fama de taumaturg, va obtindre nombroses conversions, tant de cristians com de jueus i musulmans.
Va voler acabar amb el cisma d'Occident, intentant una concòrdia entre Benet XIII i Gregori XII i, en no assolir-ho, demanant a Benet que renunciara al papat. Com que aquest s'hi negà, Vicent treballà perquè les corones de Castella i Aragó no li donaren suport. Així, en 1412, al Compromís de Casp que havia de solucionar la qüestió successòria a la Corona d'Aragó, Vicent va acabar donant suport al candidat Ferran I d'Aragó perquè propugnava la fi del cisma i donava suport a Martí V enfront de Benet XIII.
Morí el 1419 mentre predicava en terres de Bretanya.

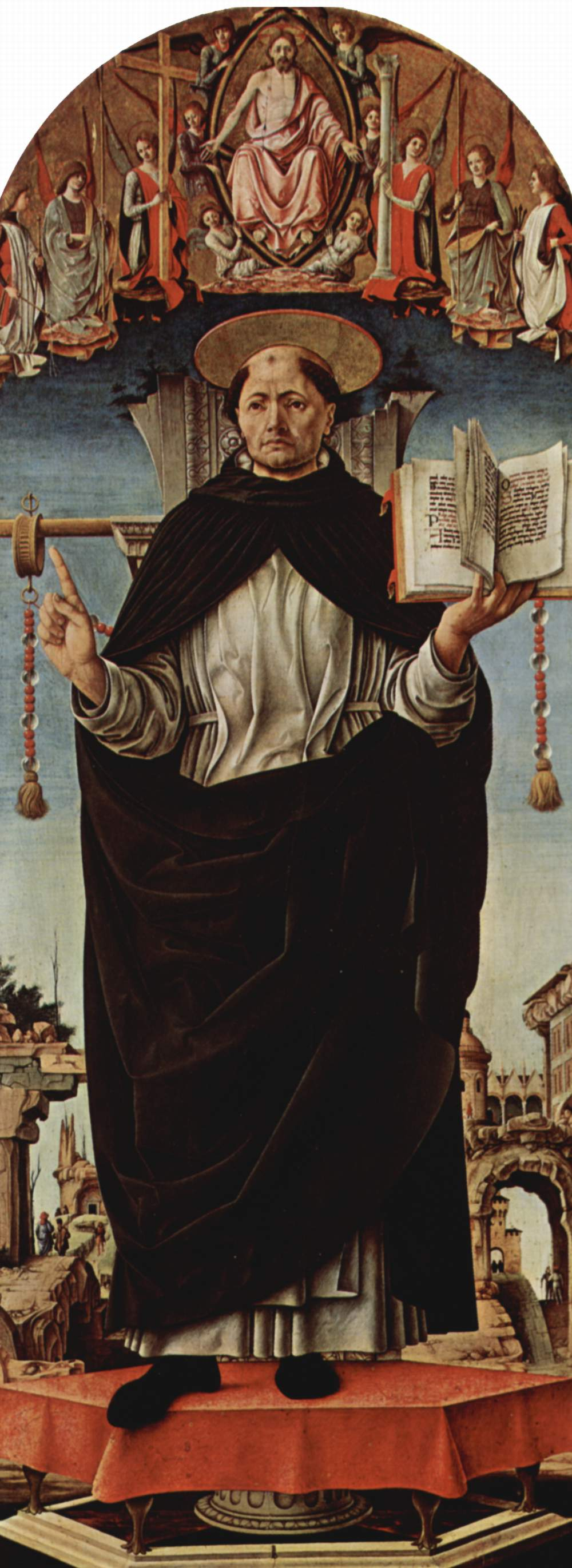
S. Vicent Ferrer per Francesco del Cossa, National Gallery (Londres)
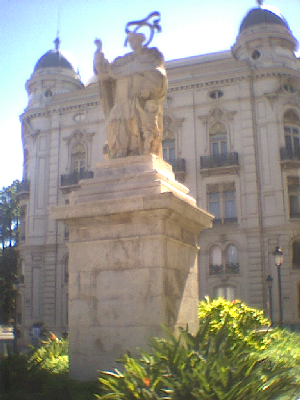
Monument a Sant Vicent Ferrer a la Plaça de Tetuan de València
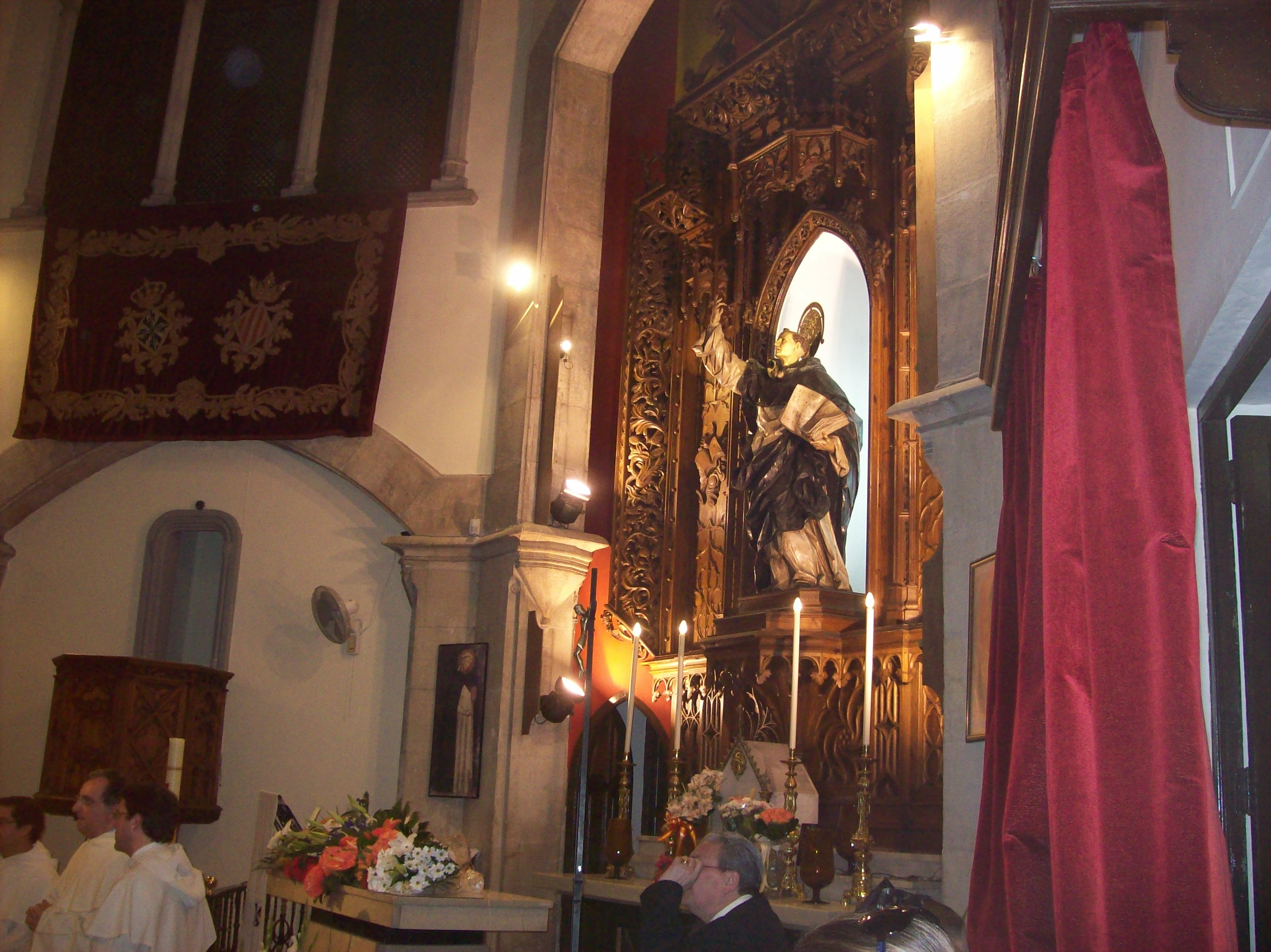
Interior (hui capella) de la casa natalícia de Sant Vicent a València
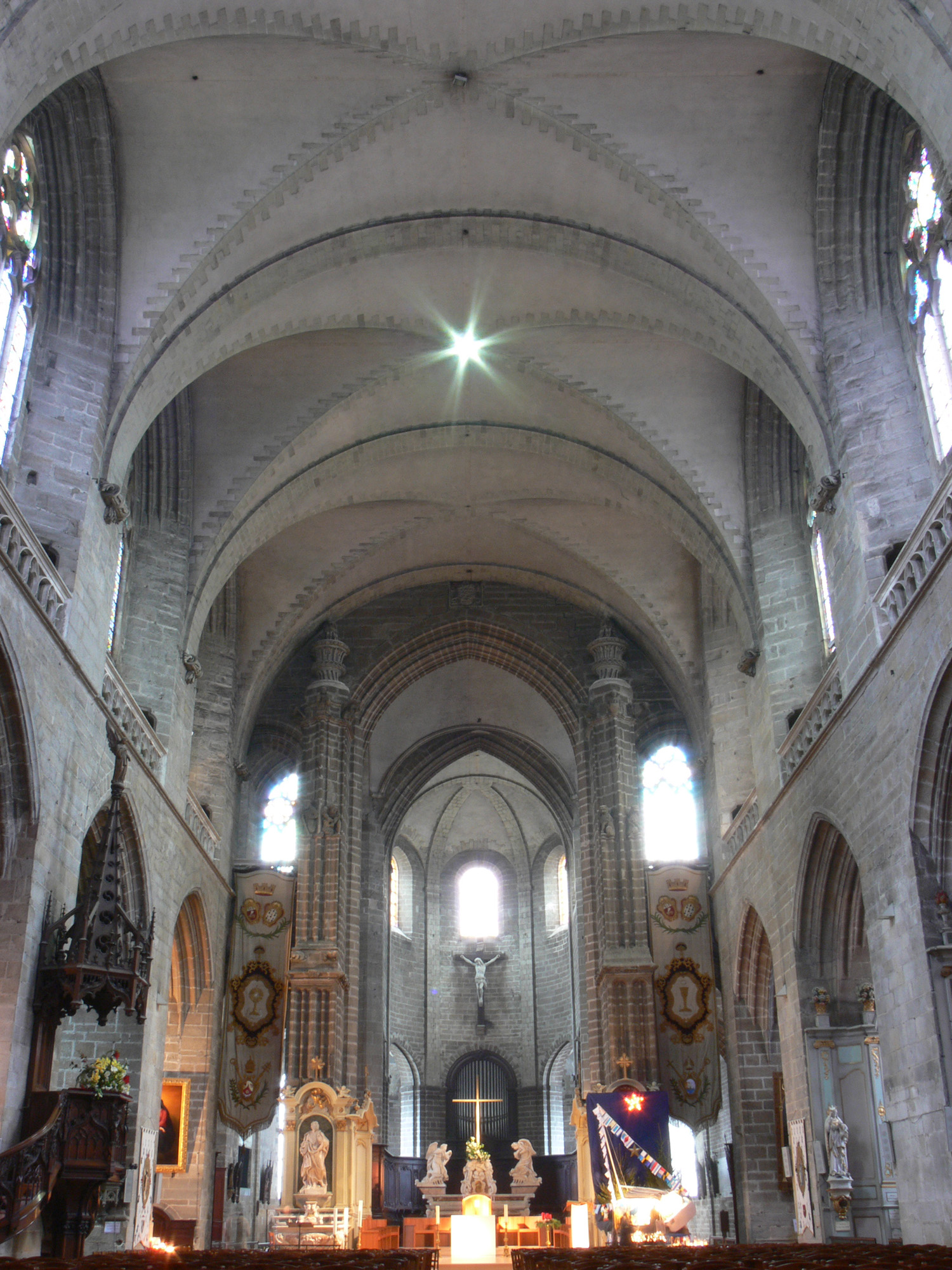
Catedral de Gwened, lloc d'enterrament de St. Vicent

## Influència religiosa i moral
Sant Vicent Ferrer es considera un dels majors predicadors del cristianisme. Va recórrer mig Europa i predicava amb els seus famosos sermons. La seua obra religiosa es caracteritza per la intenció de reformar els costums morals de la societat i perquè els textos estaven concebuts per a predicar (ser transmesos oralment).
Se'n conserven 280 sermons. En realitat en són resums, car Sant Vicent predicava durant diverses hores i improvisava el contingut dels sermons, els quals eren copiats per membres de la companyia. Aquests membres eren clergues, juristes i centenars de penitents. Tots ells ajudaven a propiciar el clima de suggestió que es creava als seus sermons. El caire moral de les seues predicacions, l'ambient que es creava i un públic analfabet provocaven exaltades i frenètiques reaccions (es creaven aldarulls entre membres de diferents religions de la mateixa ciutat). Jueus i musulmans eren obligats a assistir a l'espectacle religiós de Ferrer, on eren humiliats públicament i sovint patien ferotges atacs.

## La llengua de Sant Vicent Ferrer

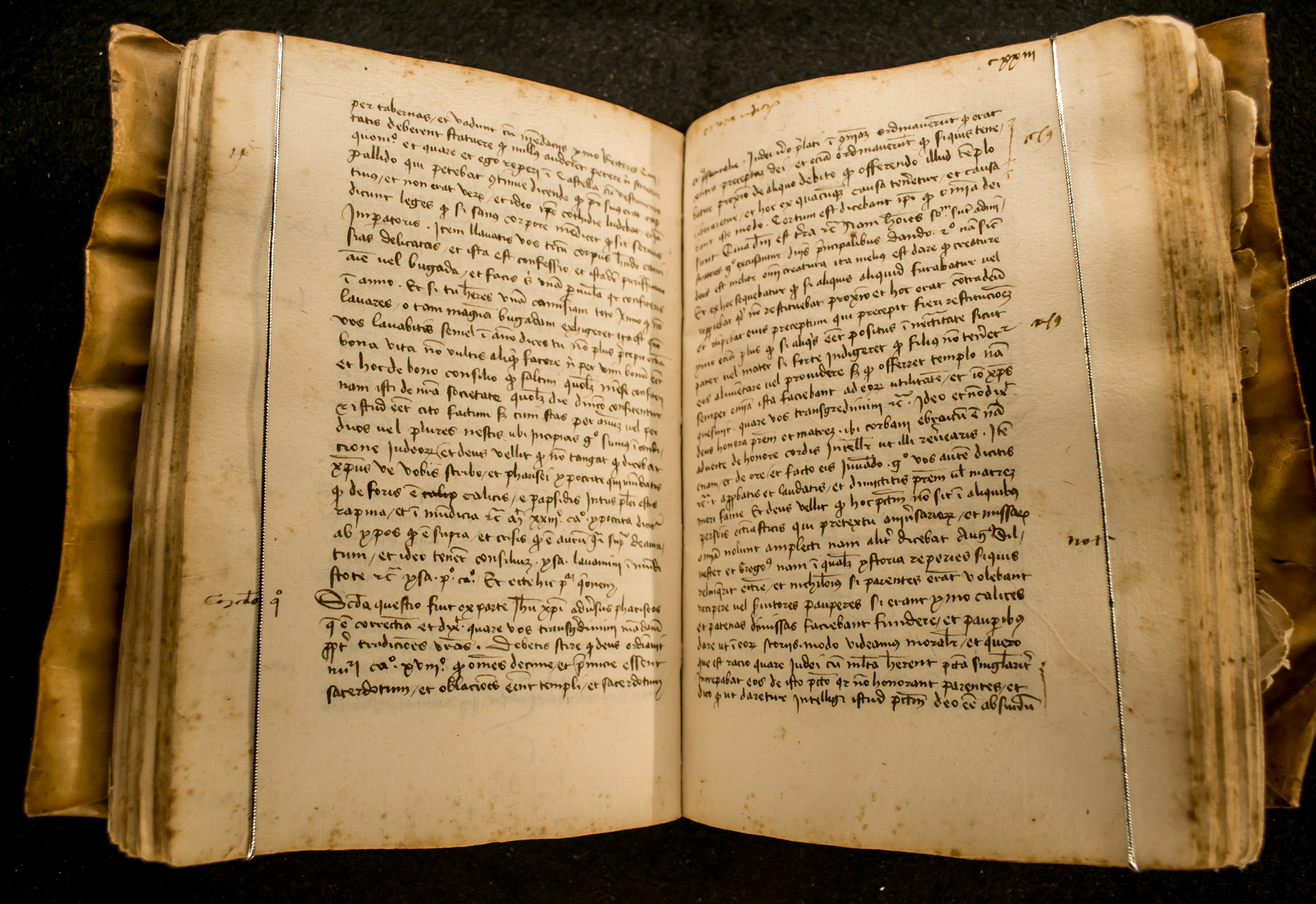
Col·lecció de sermons de Sant Vicent Ferrer a Aiora

Sant Vicent Ferrer sempre va predicar en valencià i, encara que el públic fora d'una altra llengua, l'entenia i s'exaltava. Això era interpretat com un miracle del sant. Hui dia s'interpreta més aïna com un exemple que el valencià marca clarament totes les vocals i les consonants, pot considerar-se com una llengua que es troba al centre de les llengües romàniques, i que a l'època (perquè les llengües romàniques i, en especial els termes religiosos, eren més similars) es feia intel·ligible per a parlants de castellà, portugués, occità, francés, italià, etc. En tot cas, sempre va predicar per terres romàniques, a excepció d'algunes celebracions a Flandes o Bretanya, zones on aleshores ja era present la llengua francesa.
La llengua emprada als seus sermons s'ha estudiat a nombroses obres de lingüística i es considera una base important per a la llengua moderna, especialment el vocabulari litúrgic i religiós.

## Veneració
Calixt III va canonitzar Vicent Ferrer el 3 de juny de 1455, a Santa Maria sopra Minerva de Roma. El culte va ésser confirmat per Pius II amb butlla del 1458, que va fixar la festivitat el 5 d'abril. Les seves restes es conservaren a Gwened, que va convertir-se en un centre de pelegrinatge atesa la gran veneració cap a la figura del sant.
Al llarg del temps han arribat unes poques relíquies a València: una costella, una canella i un tros de clavícula al segle XVII i, especialment, l'os radi donat l'any 1980 al Col·legi fundat pel sant. També consten relíquies seves a altres llocs com l'església de l'Assunta de Castell'Umberto (Itàlia) o l'església de Sant Vicent Ferrer a Nova York

### Tradicions i festivitat
Sant Vicent Ferrer és el patró del País Valencià malgrat no ser un dia festiu en tot el territori. Cal no confondre Sant Vicent Ferrer amb Sant Vicent màrtir, patró de València ciutat. A València i a molts pobles del País Valencià se celebren els famosos Miracles de Sant Vicent, representacions teatrals, generalment representades per xiquets, que s'organitzen per a la festivitat de Sant Vicent (segon dilluns de mona, és a dir, l'endemà del diumenge següent al diumenge de resurrecció) i que assoliren qualitat literària de la mà de Bernat i Baldoví, Peris Celda. També va ser objecte de cants de lloança perpetuats en la forma del gènere poètico-musical dels goigs.

Predel·la per a la Capella Griffoni, d'Ercole Ferrarese, Basílica de San Petronio, Bolonya, que representa els Miracles de sant Vicent Ferrer (c. 1473) (actualment a la Pinacoteca Vaticana i Romana).

## Llegat
Continua en funcionament el Col·legi Imperial de Xiquets Orfes fundat a València per sant Vicent Ferrer el 1410.
El govern valencià va declarar el 2019 com a any de Sant Vicent Ferrer, en commemoració dels 600 anys de la mort del sant.